# حمحماوات
الحمحماوات (الاسم العلمي: Boraginoideae) هي أسرة من النباتات تتبع فصيلة الحمحمية من الطبقة النجمياوايات.

## قبائل
- الحمحماوية